# Опера (станция метро, Париж)
Опера́ (фр. Opéra) —  пересадочный узел Парижского метрополитена, названный по расположению рядом с главной французской оперной сценой. Располагается в конце авеню де л'Опера и недалеко от бульвара Осман. Отличительной особенностью является пересечение всех трёх линий в одной точке, которая получила среди французов обозначение «хорошая».

## История

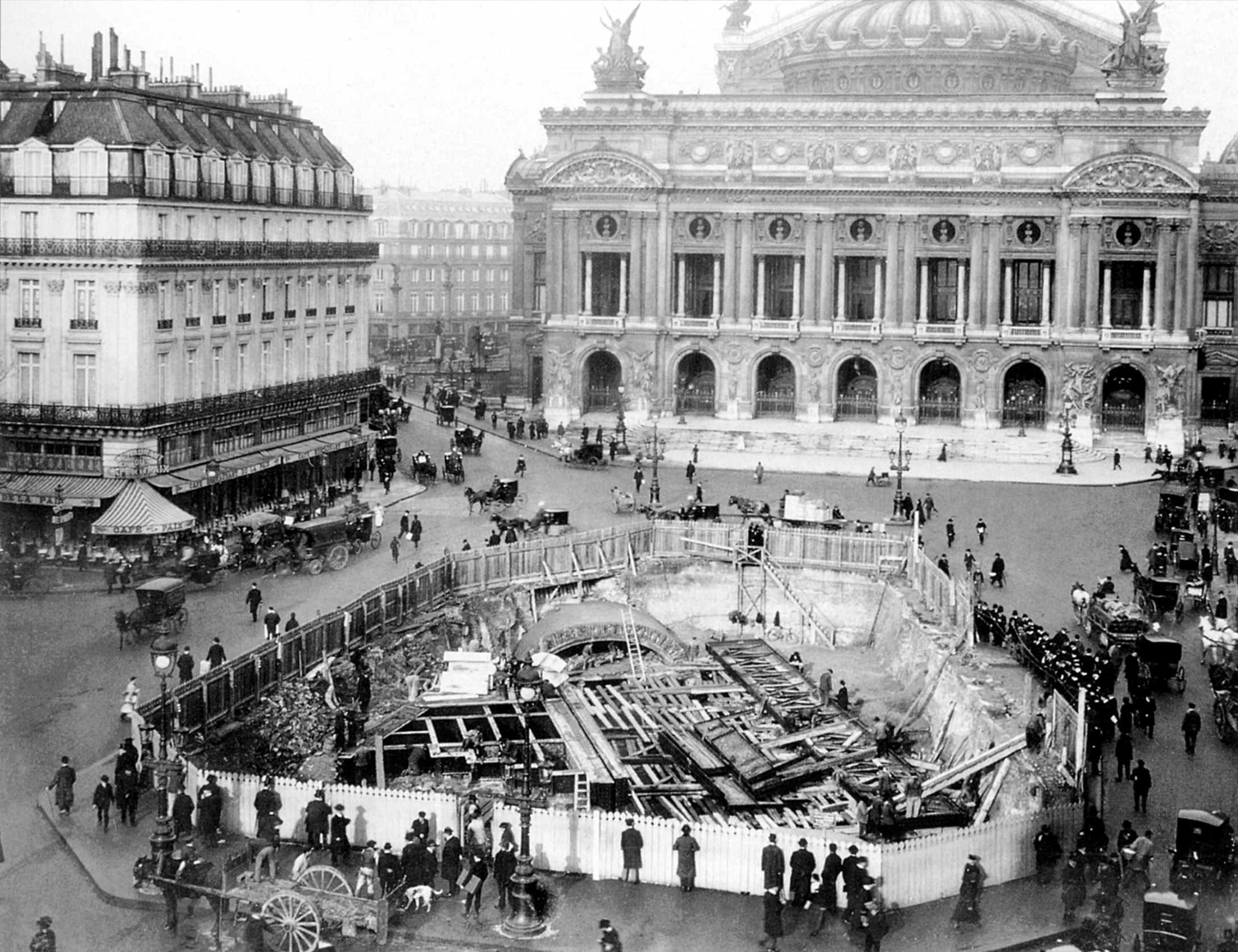
Строительные работы на площади де л'Опера

- Зал линии 3 открылся 19 октября 1904 года в составе первого пускового участка Вилье — Пер-Лашез. Для сооружения станции была сооружена шахта глубиной 20 метров с целью укрепления конструкций при уже планировавшемся тогда строительстве линий 7 и 8.
- Зал линии 7 открылся 5 ноября 1910 года в составе первого её пускового участка Опера — Порт-де-ля-Виллет. 13 июля 1913 года открылся зал линии 8 в составе участка Опера — Шарль Мишель, который в 1937 году был поделён между линиями 8 и 10 по станции Ла Мотт-Пике — Гренель.
- 1 апреля 2016 года станция приняла участие в первоапрельской акции, в ходе которой часть вывесок с названием на один день была заменена на пародийное название «Apéro»[3]. По замыслу организаторов акции, первоапрельское название станции является палиндромом к настоящему.
- Пассажиропоток пересадочного узла по входу в 2011 году, по данным RATP, составил 12 389 715 человек[4]. В 2013 году этот показатель снизился до 12 269 711 пассажиров (12 место по уровню входного пассажиропотока в Парижском метро)[5].

## Конструкция и оформление
Зал линии 3 построен по типовому проекту однопролётной станции мелкого заложения с боковыми изогнутыми платформами и металлическими перекрытиями на потолке. Залы линий 7 и 8 построены по проекту типовой (1900—1952) односводчатой станции мелкого заложения с боковыми платформами. Путевые стены и потолки залов линий 7 и 8 отделаны керамической плиткой, в верхней части свода над каждой из платформ закреплены ряды светильников карнизного типа.

## Галерея

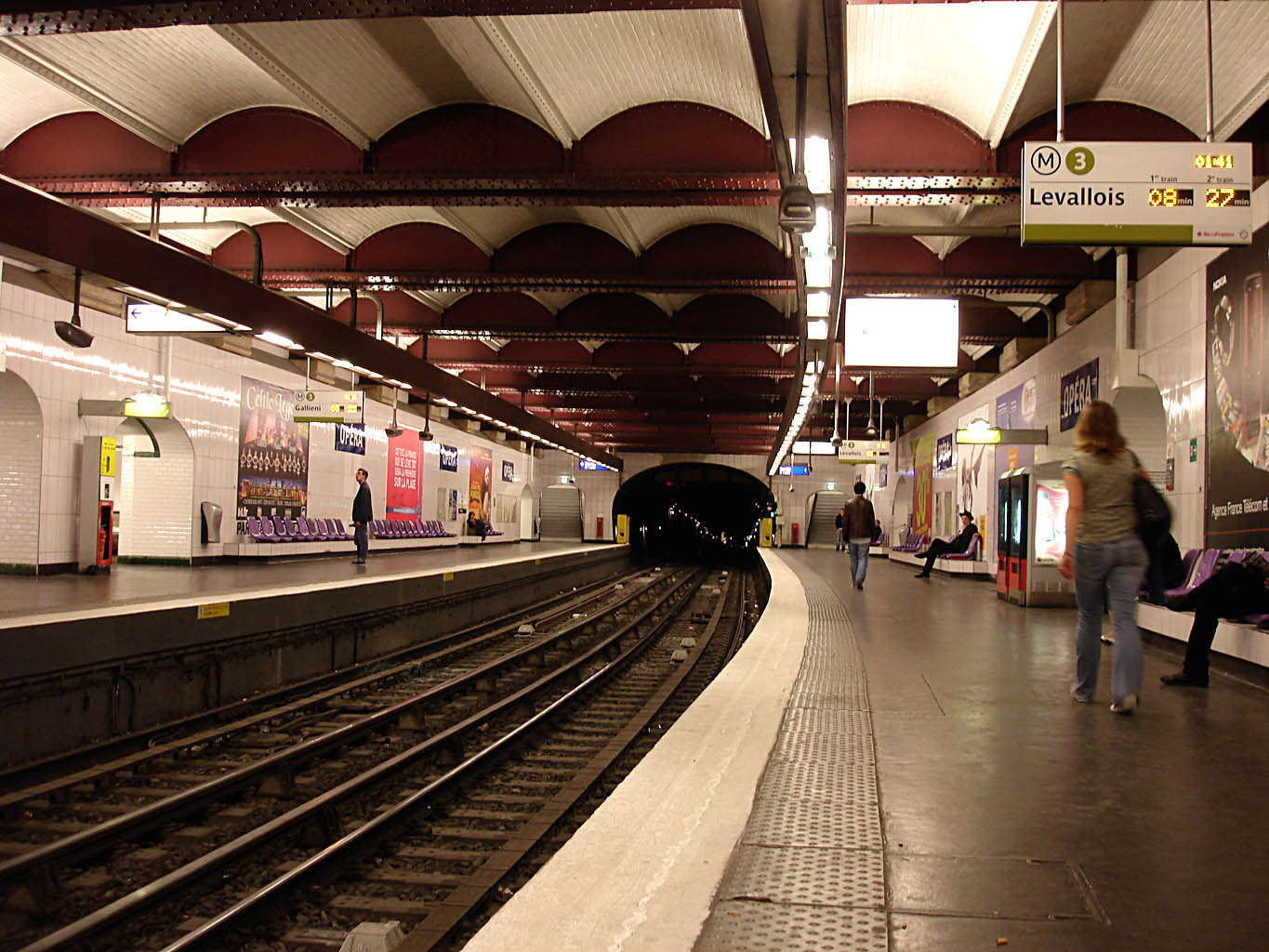
Зал линии 3
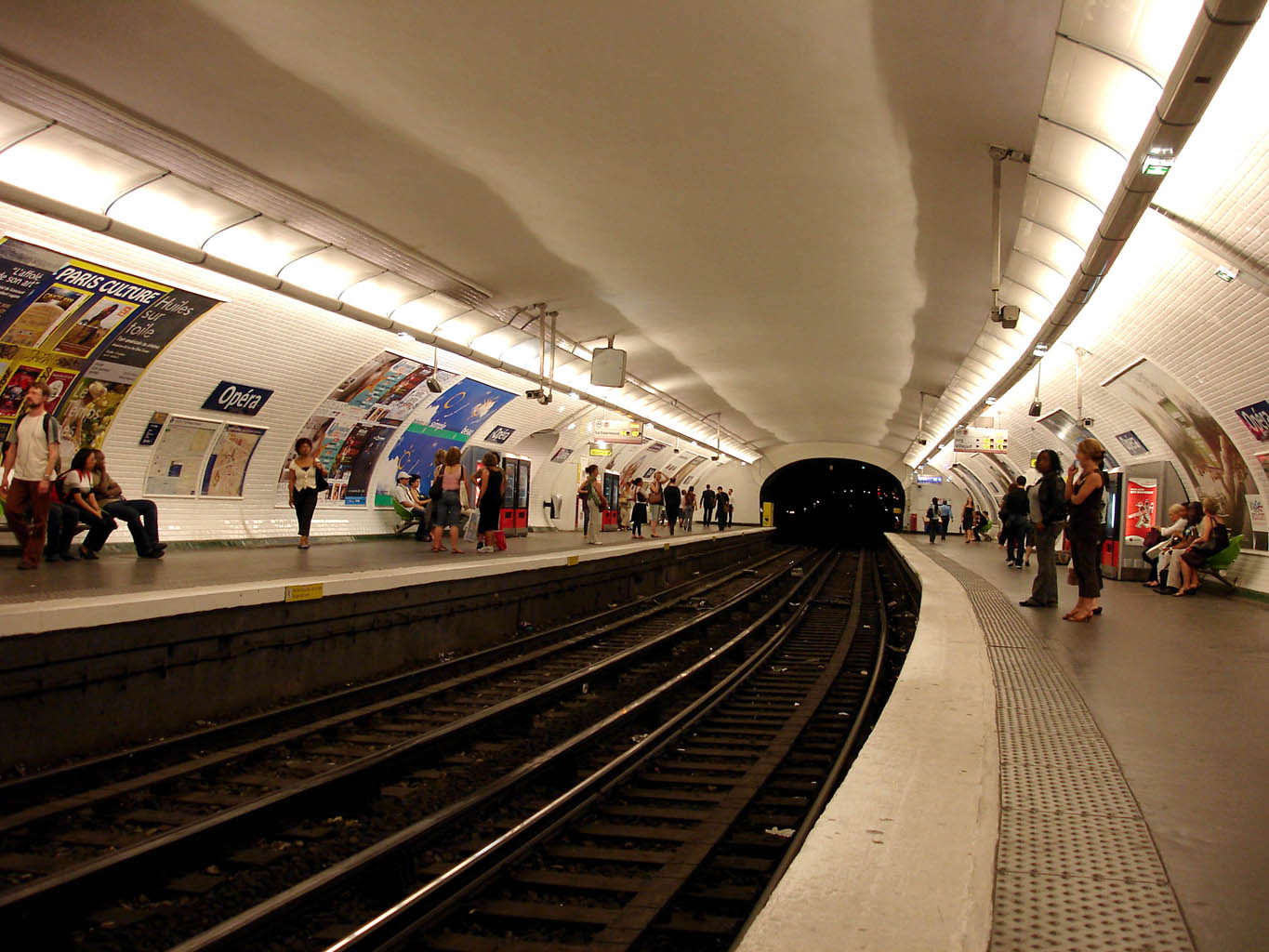
Зал линии 7
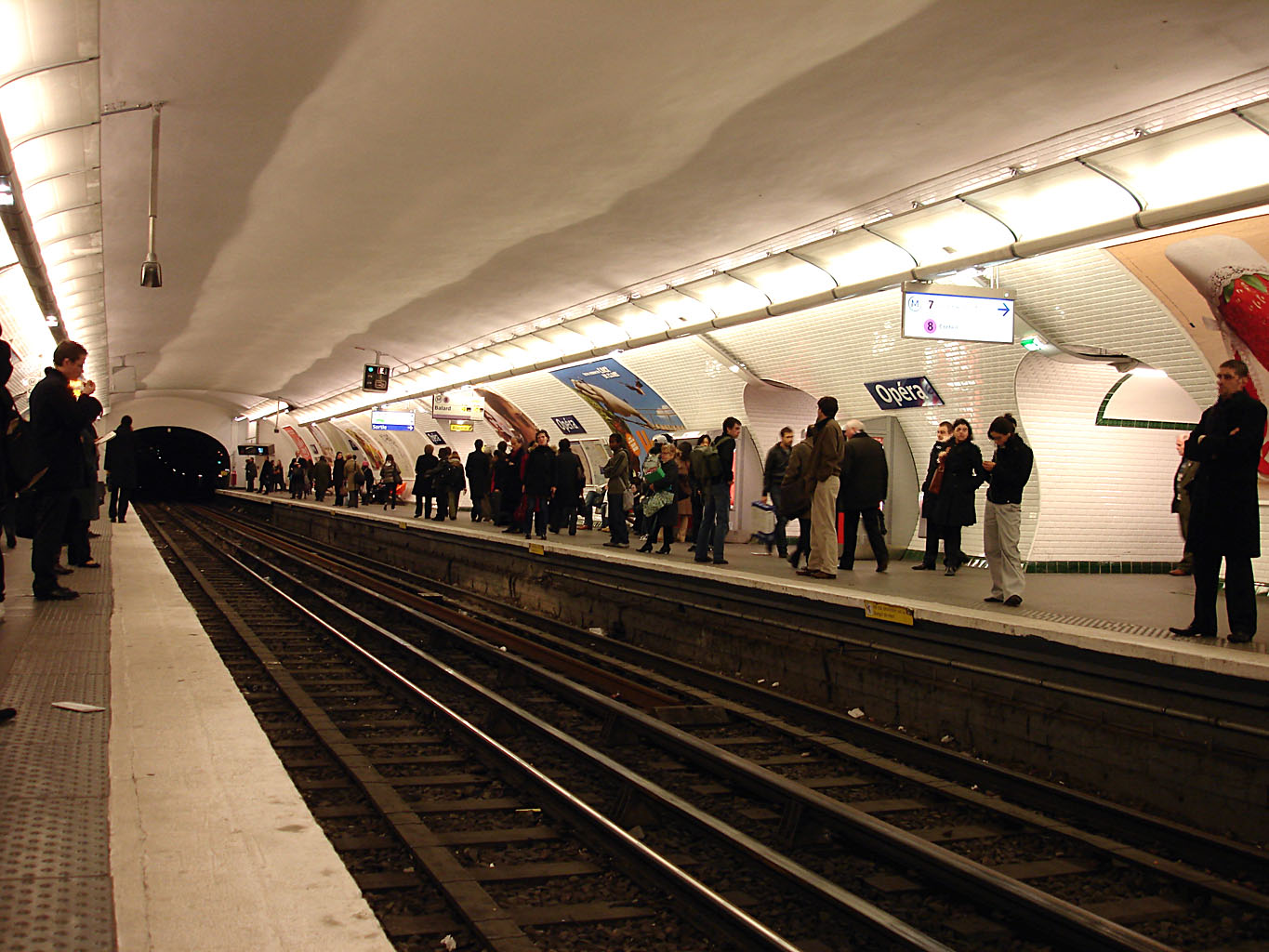
Зал линии 8
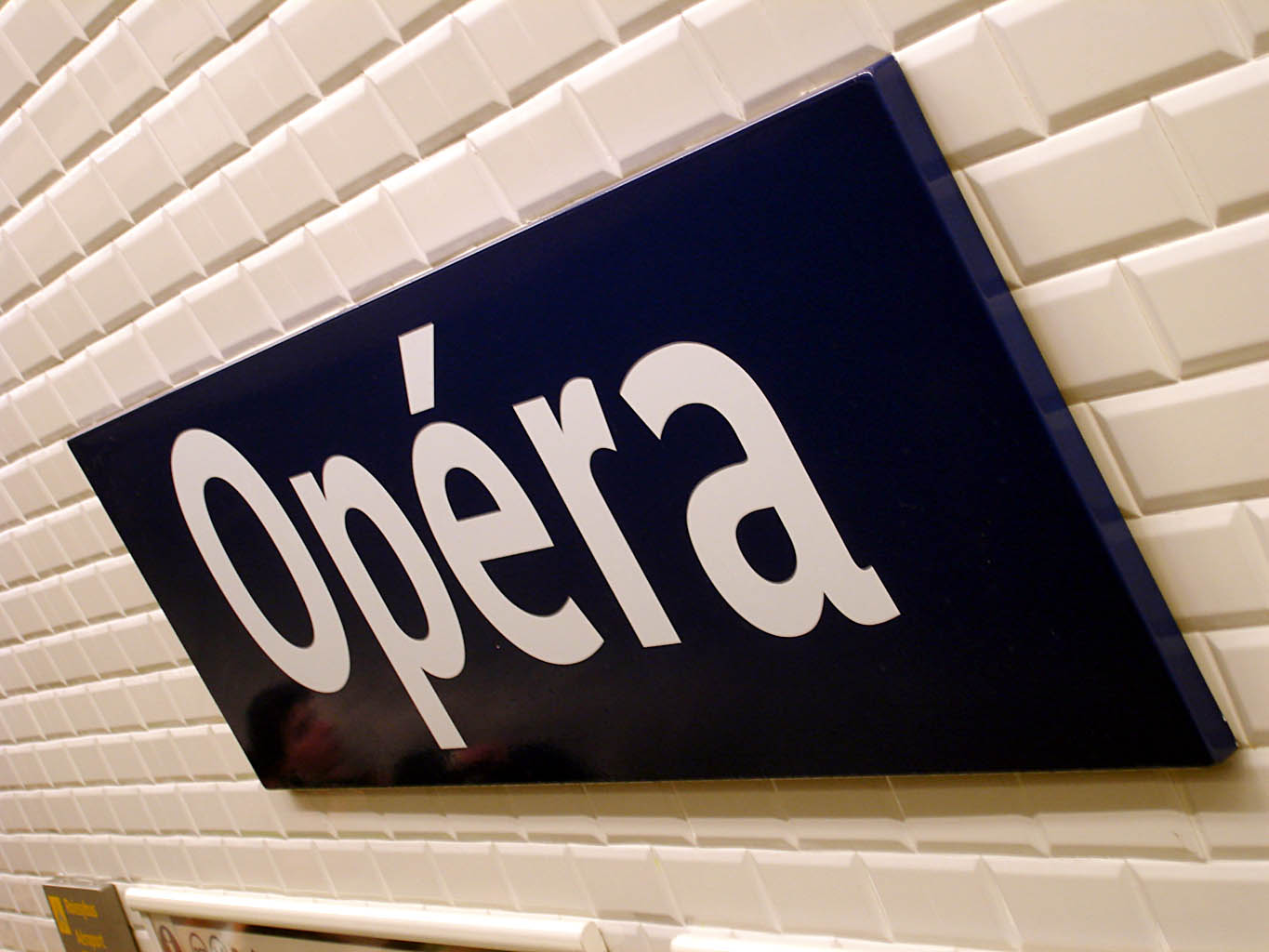
Табличка с названием станции